# Anis Mansour

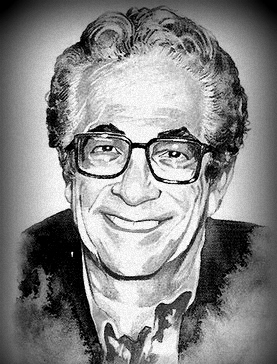
Anis Mansour

Anis Mansour (arabisch أنيس منصور, geb. 1925 in Al-Mansura; gest. 2011 in Kairo) war ein ägyptischer Schriftsteller und Philosoph.

## Leben und Werk
Anis Mansour wurde 1925 in Al-Mansura geboren. Der bekannte Journalist und Intellektuelle, ein enger Vertrauter des ägyptischen Präsidenten Sadat, schrieb in verschiedenen Zeitungen über kulturelle, historische und religiöse Themen und lehrte als Professor für Philosophie. Im November 1975 vertrat er Ägypten auf dem 40. Internationalen PEN-Kongress (Schriftsteller) in Wien. Er war Mitglied des Schura-Rates und des Obersten Presserates.
Anis Mansour schrieb mehr als 170 Bücher zu vielen Themen, von denen einige ins Französische, Niederländische und Russische und andere Sprachen übersetzt wurden. Er übersetzte etwa 200 Kurzgeschichten und mehr als 20 Theaterstücke ins Arabische. Er führte Alberto Moravia in die arabische Literatur ein, indem er als erster seine Werke ins Arabische übersetzte. Sein bekanntestes Buch ist In 200 Tagen um die Welt, welches über seine eigene Reise um die Welt Anfang der 1960er Jahre berichtet und viele Fakten und Traditionen aus von ihm bereisten Ländern enthält, darunter Indien, Japan, die USA und andere, sowie über sein Treffen mit dem Dalai Lama.
Sein Name wird des Öfteren im Zusammenhang mit seinen antisemitischen Äußerungen genannt. In dem Band Arabische Theologen über die Juden und Israel mit Auszügen aus den Akten der vierten Konferenz der Akademie für islamische Forschung (an der Azhar) beispielsweise wird er aus der Tageszeitung Al Akhbar und dem Magazin Akhir Sa'ah mit einer Reihe antijüdischer Äußerungen zitiert.
Die Erinnerungen des deutschen Feldmarschalls Erwin Rommel übersetzte er ins Arabische.